# Olympische Sommerspiele 1956/Leichtathletik
| Leichtathletik bei den XVI. Olympischen Spielen | Leichtathletik bei den XVI. Olympischen Spielen |
| ----------------------------------------------- | ----------------------------------------------- |
| Olympische Ringe                                |                                                 |
| Informationen                                   |                                                 |
| Datum:                                          | 23. November bis 1. Dezember                    |
| Wettkampfort:                                   | Melbourne                                       |
| Austragungsort:                                 | Melbourne Cricket Ground                        |
| Entscheidungen:                                 | Männer: 24/Frauen: 9                            |
| Teilnehmende Nationen:                          | 59                                              |
| Teilnehmer:                                     | Männer: 570/Frauen: 148                         |
| ← Helsinki 1952                                 | Rom 1960 →                                      |

|                                                        |                  |    |    |    |       |
| Olympische Spiele 1956 Medaillenspiegel Leichtathletik |                  |    |    |    |       |
| Platz                                                  | Mannschaft       |    |    |    | Total |
| 1                                                      | USA              | 16 | 10 | 5  | 31    |
| 2                                                      | Sowjetunion      | 5  | 7  | 10 | 22    |
| 3                                                      | Australien       | 4  | 2  | 6  | 12    |
| 4                                                      | Großbritannien   | 1  | 4  | 2  | 7     |
| 5                                                      | Polen            | 1  | 1  | –  | 2     |
| 6                                                      | Norwegen         | 1  | –  | 2  | 3     |
| 7                                                      | Tschechoslowakei | 1  | –  | 1  | 2     |
| 8                                                      | Brasilien        | 1  | –  | –  | 1     |
| 8                                                      | Frankreich       | 1  | –  | –  | 1     |
| 8                                                      | Irland           | 1  | –  | –  | 1     |
| 8                                                      | Neuseeland       | 1  | –  | –  | 1     |
| 12                                                     | Deutschland      | –  | 5  | 2  | 7     |
| 13                                                     | Ungarn           | –  | 2  | –  | 2     |
| 14                                                     | Chile            | –  | 1  | –  | 1     |
| 14                                                     | Island           | –  | 1  | –  | 1     |
| 14                                                     | Jugoslawien      | –  | 1  | –  | 1     |
| 17                                                     | Finnland         | –  | –  | 3  | 3     |
| 18                                                     | Griechenland     | –  | –  | 1  | 1     |
| 18                                                     | Schweden         | –  | –  | 1  | 1     |

Bei den XVI. Olympischen Spielen 1956 in Melbourne fanden 33 Wettkämpfe in der Leichtathletik statt.

## Der Austragungsort und seine Besonderheiten
Erstmals fanden die Olympischen Spiele auf dem australischen Kontinent statt. Das hatte zur Folge, dass die Wettkämpfe bedingt durch die Lage Australiens auf der Südhalbkugel zu einem Zeitpunkt ausgetragen wurden, zu dem in Europa und Nordamerika die Leichtathletiksaison ruht – eine ganz besondere Herausforderung für die Athleten aus den Erdteilen der Nordhalbkugel. Der Zeitraum Ende November/Anfang Dezember stellt in den nördlich gelegenen Kontinenten normalerweise eine Übergangsphase zwischen Sommer- und Hallensaison dar. Die Sportler nutzen dies in der Regel für den Einbau besonderer Trainingselemente im Hinblick auf die Vorbereitung auf die kommenden Höhepunkte, was nun natürlich ganz anders abzulaufen hatte.

## Teilnehmer und Boykottproblematik
Es gab wie schon bei den letzten Spielen in Helsinki zunächst einmal keine Teilnahmebeschränkungen für bestimmte Nationen.
Eine Premiere fand hier statt in Form des Auftretens einer gesamtdeutschen Mannschaft, gebildet von Sportlern aus der Bundesrepublik Deutschland und der DDR. Dieses Konstrukt war nicht unumstritten und wurde viel diskutiert im IOC, in der Politik und unter den Sportverbänden. Um konkurrenzfähig zu sein, wurden vor allem in der DDR erhebliche Anstrengungen unternommen. Ziel der DDR-Politik war es, den Alleinvertretungsanspruch der Bundesrepublik Deutschland auszuhebeln, Für die westdeutschen Politiker war eine gesamtdeutsche Mannschaft allerdings immer noch das kleinere Übel im Hinblick auf die mögliche Alternative mit zwei getrennten deutschen Mannschaften. Das Team startete schließlich unter der offiziellen Bezeichnung "Équipe unifiée d'Allemagne" (EUA). Als Hymne einigte man sich etwas zähneknirschend auf Beethovens "Hymne an die Freude". Vom IOC wurde die getroffene Lösung sehr begrüßt.
Eine besondere Problematik entstand darüber hinaus durch zwei Ereignisse mit weltpolitischer Bedeutung, die auch Folgen für die Olympischen Spiele in Melbourne hatte. Im Zusammenhang mit dem ägyptisch-israelischen Krieg kam es zu Boykotten durch Ägypten, Irak, Libanon und Kambodscha.
Auswirkungen hatte auch die Invasion Ungarns durch sowjetische Truppen. Boykottandrohungen gab es auf diesem Hintergrund von den Niederlanden, Spanien und der Schweiz. Auch die Politiker in der Bundesrepublik Deutschland zogen in Erwägung, westdeutschen Sportlern die Teilnahme an den Spielen zu untersagen. Die Niederlande, Spanien und zum größten Teil auch die Schweiz machten schließlich ihre Boykottandrohungen wahr, während die Bundesrepublik Deutschland im Rahmen eines gesamtdeutschen Teams – wie auch Ungarn selber – dann doch in Melbourne teilnahm. Darüber hinaus entschied sich auch die Volksrepublik China wenige Wochen vor Beginn für ein Fernbleiben von den Spielen, weil der Republik China die Teilnahme gestattet wurde.

## Stadion

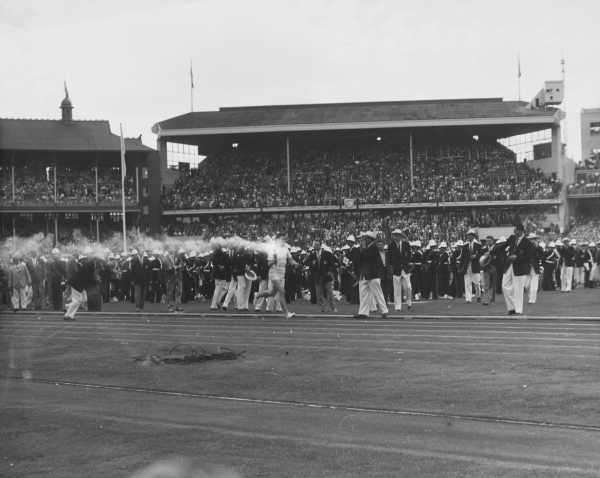
Ron Clarke als letzter Läufer im Melbourne Cricket Ground während der Eröffnungsfeier

Austragungsort war der Melbourne Cricket Ground, dessen Geschichte bis auf das Jahr 1853 zurückgeht. Verwendung fand und findet das Stadion vor allem für Sportveranstaltungen im Bereich Cricket und Australian Football. Es ist das größte Cricketstadion der Welt.
Für die Leichtathletikveranstaltungen stand eine Aschenbahn mit der üblichen Rundenlänge von vierhundert Metern zur Verfügung.

## Wettbewerbe
Das Wettbewerbsangebot war bis auf eine kleinere Veränderung identisch mit dem der letzten Spiele in Helsinki. Es gab 24 Disziplinen im Männerbereich und neun für die Frauen, die sich immer noch mit drei Einzellaufangeboten – 100 Meter, 200 Meter und 80 Meter Hürden – begnügen mussten. Weiterhin gab es keine einzige Mittel- oder Langstrecke. Im Laufbereich wurde darüber hinaus nur noch die 4-mal-100-Meter-Staffel ausgetragen. Mit Hoch- und Weitsprung gab es weiterhin zwei Sprungdisziplinen sowie mit Kugelstoßen, Diskuswurf und Speerwurf drei Stoß- und Wurfwettbewerbe.
Verändert wurde einzig die Länge der kürzeren Gehstrecke im Männerprogramm. Die Distanz wurde von bisher zehn auf zwanzig Kilometer verdoppelt. Bis heute – Stand August 2021 – hat sich im Bereich der olympischen Männerdisziplinen nichts mehr verändert. Bei den Frauen dagegen standen noch zahlreiche Ergänzungen für die Zukunft an.

## Sportliche Erfolge
Das Leistungsniveau war auch bei dieser Großveranstaltung hoch. Es gab acht neue oder eingestellte Weltrekorde in sechs Disziplinen. Darüber hinaus wurde der olympische Rekord in 24 Disziplinen 57-mal verbessert oder egalisiert.
- Weltrekorde im Einzelnen:
  - 200-Meter-Lauf, Männer: 20,6 s (egalisiert) – Bobby Morrow (USA), Finale
  - 4-mal-100-Meter-Staffel, Männer: 39,5 s – USA (Ira Murchison, Leamon King, Thane Baker, Bobby Morrow), Finale
  - Speerwurf, Männer: 85,71 m – Egil Danielsen (Norwegen), Finale
  - 4-mal-100-Meter-Staffel, Frauen: 44,9 s – Australien (Shirley de la Hunty, Norma Croker, Fleur Mellor, Betty Cuthbert), Vorlauf
  - 4-mal-100-Meter-Staffel, Frauen: 44,9 s – Deutschland (Maria Sander, Christa Stubnick, Gisela Birkemeyer, Bärbel Mayer), Vorlauf
  - 4-mal-100-Meter-Staffel, Frauen: 44,5 s – Australien (Shirley Strickland de la Hunty, Norma Croker, Fleur Mellor, Betty Cuthbert), Finale
  - Hochsprung, Frauen: 1,76 m – Mildred McDaniel (USA), Finale
  - Weitsprung, Frauen: 6,35 m (egalisiert) – Elżbieta Krzesińska (Polen), Finale
- Olympische Rekorde im Einzelnen:
  - 100-Meter-Lauf, Männer: 10,3 s (egalisiert) – Bobby Morrow (USA), Viertelfinale (Gegenwind: 1,4 m/s)
  - 100-Meter-Lauf, Männer: 10,3 s (egalisiert) – Ira Murchison (USA), Viertelfinale (Windstille)
  - 100-Meter-Lauf, Männer: 10,3 s (egalisiert) – Bobby Morrow (USA), Halbfinale (Gegenwind: 1,1 m/s)
  - 800-Meter-Lauf, Männer: 1:47,7 min – Tom Courtney (USA), Finale
  - 1500-Meter-Lauf, Männer: 3:41,2 min – Ron Delany (Irland), Finale
  - 5000-Meter-Lauf, Männer: 13:39,6 min – Wolodymyr Kuz (Sowjetunion), Finale
  - 10.000-Meter-Lauf, Männer: 28:45,6 min – Wolodymyr Kuz (Sowjetunion)
  - 110-Meter-Hürdenlauf, Männer: 13,5 s – Lee Calhoun (USA), Finale
  - 110-Meter-Hürdenlauf, Männer: 13,5 s – Jack Davis (USA), Finale
  - 400-Meter-Hürdenlauf, Männer: 50,1 s – Eddie Southern (USA), Halbfinale
  - 400-Meter-Hürdenlauf, Männer: 50,1 s (egalisiert) – Glenn Davis (USA), Finale
  - 3000-Meter-Hindernislauf, Männer: 8:41,2 min – Chris Brasher (Großbritannien), Finale
  - 20-km-Gehen, Männer: 1:31:28 h – Leonid Spirin (Sowjetunion)
  - Hochsprung, Männer: 2,06 m – Charles Dumas (USA), Finale
  - Hochsprung, Männer: 2,06 m – Chilla Porter (Australien), Finale
  - Hochsprung, Männer: 2,06 m – Igor Kaschkarow (Sowjetunion), Finale
  - Hochsprung, Männer: 2,06 m – Stig Pettersson (Schweden), Finale
  - Hochsprung, Männer: 2,08 m – Charles Dumas (USA), Finale
  - Hochsprung, Männer: 2,08 m – Igor Kaschkarow (Sowjetunion), Finale
  - Hochsprung, Männer: 2,08 m – Chilla Porter (Australien), Finale
  - Hochsprung, Männer: 2,10 m – Charles Dumas (USA), Finale
  - Hochsprung, Männer: 2,08 m – Chilla Porter (Australien), Finale
  - Hochsprung, Männer: 2,12 m – Charles Dumas (USA), Finale
  - Stabhochsprung, Männer: 4,56 m – Bob Richards (USA), Finale
  - Dreisprung, Männer: 16,26 m – Vilhjálmur Einarsson (Island), Finale
  - Dreisprung, Männer: 16,35 m – Adhemar da Silva (Brasilien), Finale
  - Kugelstoßen, Männer: 17,92 m – Parry O’Brien (USA), Finale
  - Kugelstoßen, Männer: 18,47 m – Parry O’Brien (USA), Finale
  - Kugelstoßen, Männer: 18,57 m – Parry O’Brien (USA), Finale
  - Diskuswurf, Männer: 56,36 m – Al Oerter (USA), Finale
  - Hammerwurf, Männer: 62,10 m – Anatoli Samozwetow (Sowjetunion), Finale
  - Hammerwurf, Männer: 63,00 m – Michail Kriwonossow (Sowjetunion), Finale
  - Hammerwurf, Männer: 63,03 m – Michail Kriwonossow (Sowjetunion), Finale
  - Hammerwurf, Männer: 63,19 m – Hal Connolly (USA), Finale
  - Speerwurf, Männer: 74,76 m – Cy Young (USA), Qualifikation
  - Speerwurf, Männer: 74,96 m – Wiktor Zybulenko (Sowjetunion), Finale
  - Speerwurf, Männer: 75,84 m – Wiktor Zybulenko (Sowjetunion), Finale
  - Speerwurf, Männer: 79,98 m – Janusz Sidło (Polen), Finale
  - Zehnkampf, Männer: 7937 P (1952er Wertung)/7565 P (1985er Wertung) – Milt Campbell (USA)
  - 100-Meter-Lauf, Frauen: 11,5 s (egalisiert) – Marlene Mathews (Australien), Vorlauf (Rückenwind: 0,6 m/s)
  - 100-Meter-Lauf, Frauen: 11,4 s – Betty Cuthbert (Australien), Vorlauf (Gegenwind: 1,2 m/s)
  - 200-Meter-Lauf, Frauen: 23,4 s (egalisiert) – Betty Cuthbert (Australien), Finale
  - 80-Meter-Hürdenlauf, Frauen: 10,9 s (egalisiert) – Zenta Gastl (Deutschland), erster Vorlauf (Rückenwind: 0,8 m/s)
  - 80-Meter-Hürdenlauf, Frauen: 10,8 s – Shirley de la Hunty (Australien), zweiter Vorlauf (Gegenwind: 1,5 m/s)
  - 80-Meter-Hürdenlauf, Frauen: 10,8 s (egalisiert) – Norma Thrower (Australien), vierter Vorlauf (Rückenwind: 3,0 m/s)
  - 80-Meter-Hürdenlauf, Frauen: 10,8 s (egalisiert) – Shirley de la Hunty (Australien), erstes Halbfinale (Rückenwind: 0,9 m/s)
  - 80-Meter-Hürdenlauf, Frauen: 10,7 s – Shirley de la Hunty (Australien), Finale (Gegenwind: 1,3 m/s)
  - Hochsprung, Frauen: 1,70 m – Mildred McDaniel (USA), Finale
  - Kugelstoßen, Frauen: 16,35 m – Galina Sybina (Sowjetunion), Finale
  - Kugelstoßen, Frauen: 16,48 m – Galina Sybina (Sowjetunion), Finale
  - Kugelstoßen, Frauen: 16,59 m – Tamara Tyschkewitsch (Sowjetunion), Finale
  - Diskuswurf, Frauen: 51,74 m – Irina Begljakowa (Sowjetunion), Finale
  - Diskuswurf, Frauen: 52,54 m – Irina Begljakowa (Sowjetunion), Finale
  - Diskuswurf, Frauen: 53,69 m – Olga Fikotová (Tschechoslowakei), Finale
  - Speerwurf, Frauen: 51,63 m – Inese Jaunzeme (Sowjetunion), Finale
  - Speerwurf, Frauen: 53,40 m – Inese Jaunzeme (Sowjetunion), Finale
  - Speerwurf, Frauen: 53,86 m – Inese Jaunzeme (Sowjetunion), Finale

Erfolgreichste Nation waren wie bei allen Spielen in der Leichtathletik zuvor die Vereinigten Staaten mit sechzehn Goldmedaillen. Mit deutlichem Abstand rangierte nun die Sowjetunion mit fünf Olympiasiegen auf dem zweiten Platz knapp vor Australien, das viermal ganz vorne lag. Alle weiteren Nationen errangen in der Leichtathletik höchstens einen Olympiasieg.
Es gab zwei herausragende Leichtathleten dieser Spiele, beide kamen aus dem Sprintbereich und gewannen jeweils drei Goldmedaillen über 100 Meter. 200 Meter und in der 4-mal-100-Meter-Staffel:
- Betty Cuthbert aus Australien
- Bobby Morrow aus den USA

Vier Sportler errangen je zwei Goldmedaillen in der Leichtathletik bei diesen Spielen:
- Shirley de la Hunty (Australien): 80-Meter-Hürdenlauf und 4-mal-100-Meter-Staffel. Sie setzte die Erfolge der letzten Spiele in Helsinki weiter fort.
- Wolodymyr Kuz (Sowjetunion): 5000- und 10.000-Meter-Lauf
- Charles Jenkins (USA): 400-Meter-Lauf und 4-mal-400-Meter-Staffel
- Tom Courtney (USA): 800-Meter-Lauf und 4-mal-400-Meter-Staffel

Folgende hier siegreiche Leichtathleten hatten bereits bei früher ausgetragenen Olympischen Spielen Goldmedaillen errungen:
- Shirley de la Hunty, (Australien) – 80-Meter-Hürdenlauf, Wiederholung ihres Erfolgs von 1952 (damals unter ihrem Namen Shirley Strickland), hier in Melbourne darüber hinaus Siegerin mit ihrer 4-mal-100-Meter-Staffel damit jetzt dreifache Olympiasiegerin
- Bob Richards, (USA) – Stabhochsprung, Wiederholung seines Erfolgs von 1952, damit jetzt zweifacher Olympiasieger
- Adhemar da Silva, (Brasilien) – Dreisprung, Wiederholung seines Erfolgs von 1952, damit jetzt zweifacher Olympiasieger
- Parry O’Brien, (USA) – Kugelstoßen, Wiederholung seines Erfolgs von 1952, damit jetzt zweifacher Olympiasieger

## Resultate Männer

### 100 m

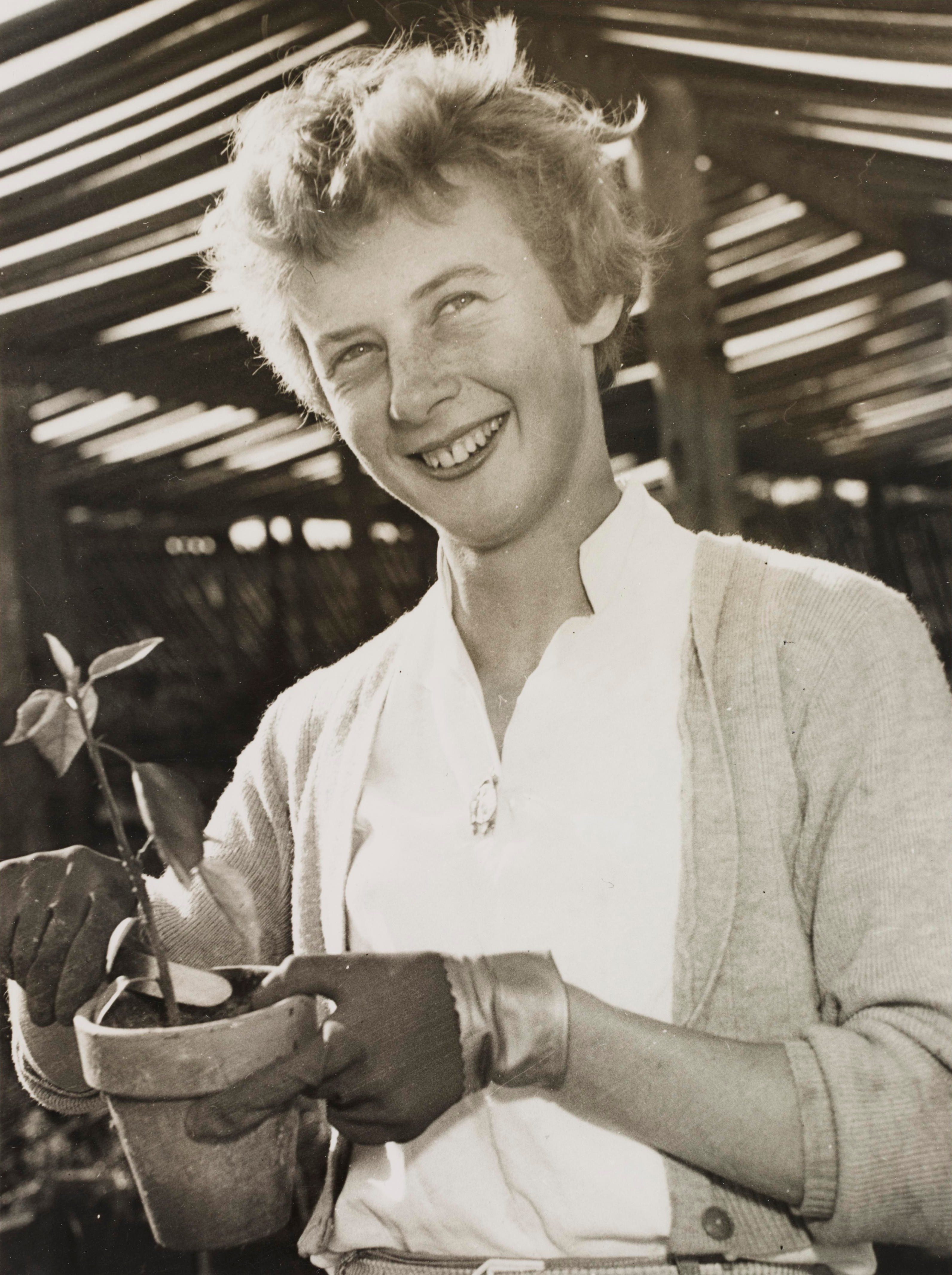
Olympiasiegerin Betty Cuthbert

| Platz | Athlet         | Land | Offiz. hand- gestoppte Zeit | Inoffiz. elek- tron. Zeit |
| ----- | -------------- | ---- | --------------------------- | ------------------------- |
| 1     | Bobby Morrow   | USA  | 10,5 s                      | 10,62 s                   |
| 2     | Thane Baker    | USA  | 10,5 s                      | 10,77 s                   |
| 3     | Hector Hogan   | AUS  | 10,6 s                      | 10,77 s                   |
| 4     | Ira Murchison  | USA  | 10,6 s                      | 10,79 s                   |
| 5     | Manfred Germar | EUA  | 10,7 s                      | 10,86 s                   |
| 6     | Mike Agostini  | TTO  | 10,7 s                      | 10,88 s                   |

Finale: 24. November
Wind: −5,0 m/s

### 200 m
| Platz | Athlet                   | Land | Offiz. hand- gestoppte Zeit | Inoffiz. elek- tron. Zeit |
| ----- | ------------------------ | ---- | --------------------------- | ------------------------- |
| 1     | Bobby Morrow             | USA  | 20,6 s WRe/OR               | 20,6 s                    |
| 2     | Andy Stanfield           | USA  | 20,7 s                      | 20,7 s                    |
| 3     | Thane Baker              | USA  | 20,9 s                      | 20,9 s                    |
| 4     | Mike Agostini            | TRI  | 21,1 s                      | 21,1 s                    |
| 5     | Boris Tokarew            | URS  | 21,2 s                      | 21,2 s                    |
| 6     | José Telles da Conceição | BRA  | 21,3 s                      | 21,3 s                    |

Finale: 27. November

### 400 m
| Platz | Athlet              | Land | Offiz. hand- gestoppte Zeit | Inoffiz. elek- tron. Zeit |
| ----- | ------------------- | ---- | --------------------------- | ------------------------- |
| 1     | Charles Jenkins     | USA  | 46,7 s                      | 46,86 s                   |
| 2     | Karl-Friedrich Haas | EUA  | 46,8 s                      | 47,12 s                   |
| 3     | Voitto Hellstén     | FIN  | 47,0 s                      | 47,15 s                   |
| 3     | Ardalion Ignatjew   | URS  | 47,0 s                      | 47,15 s                   |
| 5     | Lou Jones           | USA  | 48,1 s                      | 48,35 s                   |
| 6     | Malcolm Spence      | RSA  | 48,3 s                      | 48,40 s                   |

Finale: 29. November

### 800 m

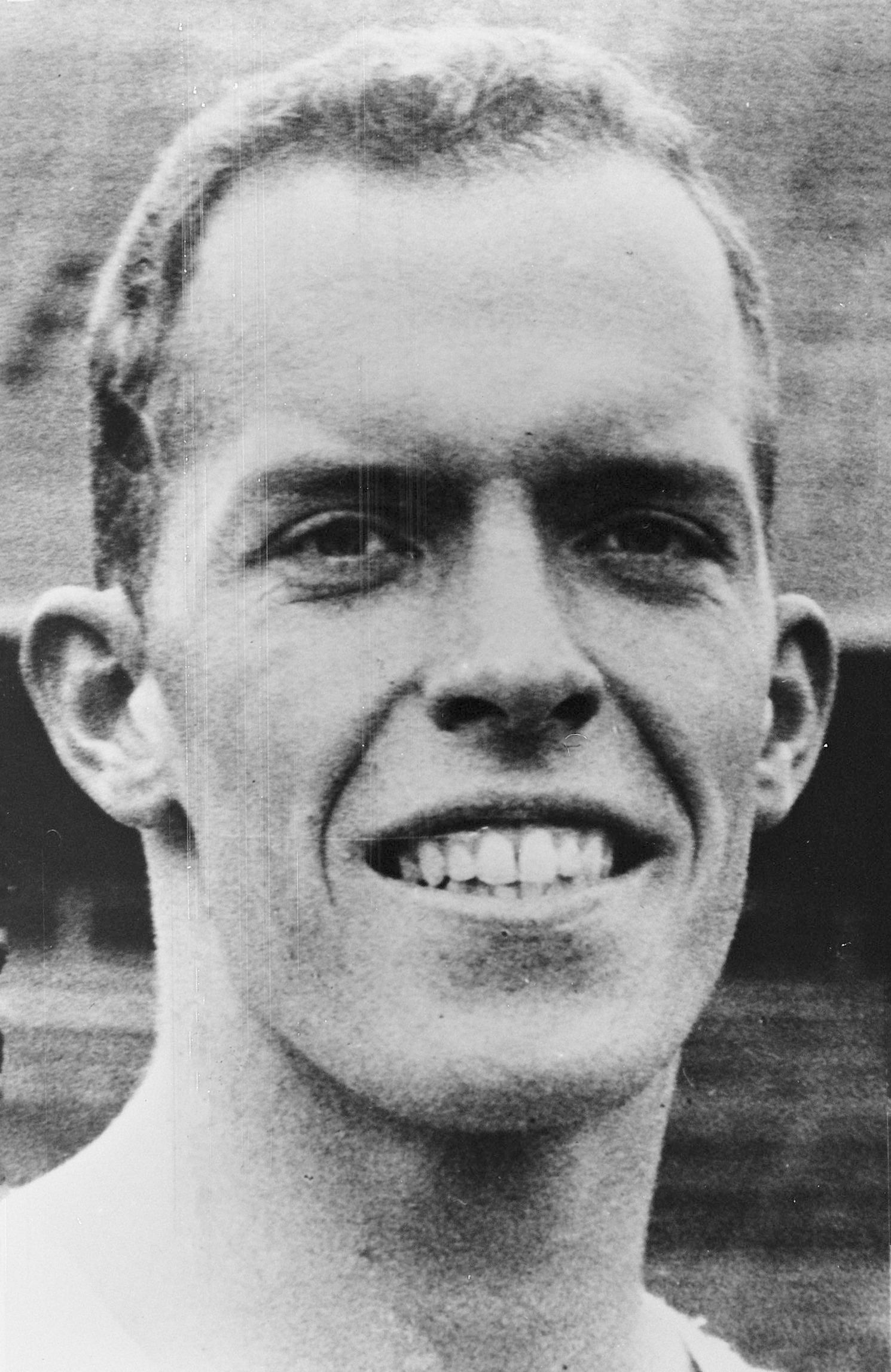
Olympiasieger Tom Courtney

| Platz | Athlet          | Land | Zeit (min) |
| ----- | --------------- | ---- | ---------- |
| 1     | Tom Courtney    | USA  | 1:47,7 OR  |
| 2     | Derek Johnson   | GBR  | 1:47,8000  |
| 3     | Audun Boysen    | NOR  | 1:48,1000  |
| 4     | Arnie Sowell    | USA  | 1:48,3000  |
| 5     | Mike Farrell    | GBR  | 1:49,2000  |
| 6     | Lonnie Spurrier | USA  | 1:49,3000  |
| 7     | Émile Leva      | BEL  | 1:51,8000  |
| 8     | Bill Butchart   | AUS  | 1:52,2000  |

Finale: 26. November

### 1500 m
| Platz | Athlet              | Land | Zeit (min) |
| ----- | ------------------- | ---- | ---------- |
| 1     | Ron Delany          | IRL  | 3:41,2 OR  |
| 2     | Klaus Richtzenhain  | EUA  | 3:42,0000  |
| 3     | John Landy          | AUS  | 3:42,0000  |
| 4     | László Tábori       | HUN  | 3:42,4000  |
| 5     | Brian Hewson        | GBR  | 3:42,6000  |
| 6     | Stanislav Jungwirth | TCH  | 3:42,6000  |
| 7     | Neville Scott       | NZL  | 3:42,8000  |
| 8     | Ian Boyd            | GBR  | 3:43,0000  |

Finale: 1. Dezember

### 5000 m
| Platz | Athlet           | Land | Zeit (min) |
| ----- | ---------------- | ---- | ---------- |
| 1     | Wolodymyr Kuz    | URS  | 13:39,6 OR |
| 2     | Gordon Pirie     | GBR  | 13:50,6000 |
| 3     | Derek Ibbotson   | GBR  | 13:54,4000 |
| 4     | Miklós Szabó     | HUN  | 14:03,4000 |
| 5     | Albie Thomas     | AUS  | 14:04,6000 |
| 6     | László Tábori    | HUN  | 14:09,8000 |
| 7     | Nyandika Maiyoro | KEN  | 14:19,0000 |
| 8     | Thyge Thøgersen  | DEN  | 14:21,0000 |
|       | …                |      |            |
| 12    | Herbert Schade   | EUA  | 14:31,8000 |

Finale: 28. November

### 10.000 m
| Platz | Athlet                | Land | Zeit (min) |
| ----- | --------------------- | ---- | ---------- |
| 1     | Wolodymyr Kuz         | URS  | 28:45,6 OR |
| 2     | József Kovács         | HUN  | 28:52,4000 |
| 3     | Allan Lawrence        | AUS  | 28:53,6000 |
| 4     | Zdzisław Krzyszkowiak | POL  | 29:05,0000 |
| 5     | Ken Norris            | GBR  | 29:21,6000 |
| 6     | Iwan Tschernjawskyj   | URS  | 29:31,6000 |
| 7     | Dave Power            | AUS  | 29:49,2000 |
| 8     | Gordon Pirie          | GBR  | 29:49,6000 |

Datum: 23. November

### Marathon

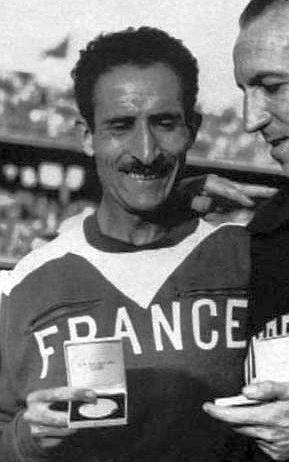
Olympiasieger Alain Mimoun

| Platz | Athlet             | Land | Zeit (h) |
| ----- | ------------------ | ---- | -------- |
| 1     | Alain Mimoun       | FRA  | 2:25:00  |
| 2     | Franjo Mihalić     | YUG  | 2:26:32  |
| 3     | Veikko Karvonen    | FIN  | 2:27:47  |
| 4     | Lee Chang-hoon     | KOR  | 2:28:45  |
| 5     | Yoshiaki Kawashima | JPN  | 2:29:19  |
| 6     | Emil Zátopek       | TCH  | 2:29:34  |
| 7     | Iwan Filin         | URS  | 2:30:37  |
| 8     | Evert Nyberg       | SWE  | 2:31:12  |

Datum: 1. Dezember

### 110 m Hürden
| Platz | Athlet          | Land | Offiz. hand- gestoppte Zeit | Inoffiz. elek- tron. Zeit |
| ----- | --------------- | ---- | --------------------------- | ------------------------- |
| 1     | Lee Calhoun     | USA  | 13,5 OR                     | 13,70                     |
| 2     | Jack Davis      | USA  | 13,5 OR                     | 14,73                     |
| 3     | Joel Shankle    | USA  | 14,1000                     | 14,25                     |
| 4     | Martin Lauer    | EUA  | 14,5000                     | 14,67                     |
| 5     | Stanko Lorger   | YUG  | 14,5000                     | 14,68                     |
| 6     | Boris Stoljarow | URS  | 14,6000                     | 14,71                     |

Finale: 26. November

### 400 m Hürden
| Platz | Athlet         | Land | Offiz. hand- gestoppte Zeit | Inoffiz. elek- tron. Zeit |
| ----- | -------------- | ---- | --------------------------- | ------------------------- |
| 1     | Glenn Davis    | USA  | 50,1 ORe                    | 50,29                     |
| 2     | Eddie Southern | USA  | 50,80000                    | 50,94                     |
| 3     | Josh Culbreath | USA  | 51,60000                    | 51,74                     |
| 4     | Juri Litujew   | URS  | 51,70000                    | 51,91                     |
| 5     | David Lean     | AUS  | 51,80000                    | 51,93                     |
| 6     | Gert Potgieter | RSA  | 50,80000                    | k. A.                     |

Finale: 24. November

### 3000 m Hindernis

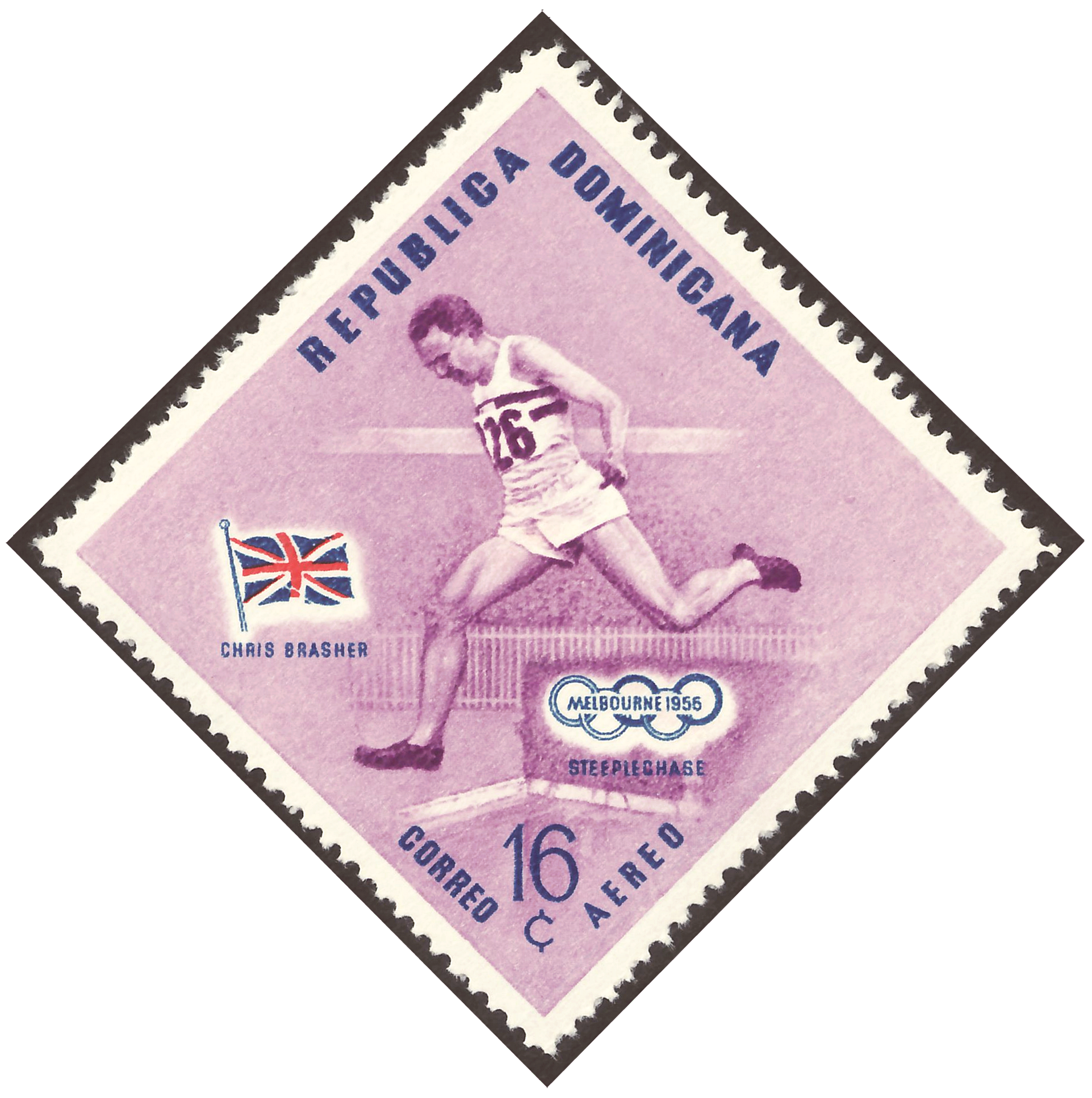
Mit neuem olympischem Rekord wurde Chris Brasher (hier auf einer dominicanischen Briefmarke) Olympiasieger

| Platz | Athlet                | Land | Zeit (min) |
| ----- | --------------------- | ---- | ---------- |
| 1     | Chris Brasher         | GBR  | 8:41,2 OR  |
| 2     | Sándor Rozsnyói       | HUN  | 8:43,6000  |
| 3     | Ernst Larsen          | NOR  | 8:44,0000  |
| 4     | Heinz Laufer          | EUA  | 8:44,4000  |
| 5     | Semjon Rschischtschin | URS  | 8:44,6000  |
| 6     | John Disley           | GBR  | 8:44,6000  |
| 7     | Neil Robbins          | AUS  | 8:50,0000  |
| 8     | Eric Shirley          | GBR  | 8:57,0000  |

Finale: 29. November

### 4 × 100 m Staffel
| Pl. | Land           | Athleten                                                          | Offiz. hand- gestoppte Zeit | Inoffiz. elek- tron. Zeit |
| --- | -------------- | ----------------------------------------------------------------- | --------------------------- | ------------------------- |
| 1   | USA            | Ira Murchison Leamon King Thane Baker Bobby Morrow                | 39,5 s WR                   | 39,60 s                   |
| 2   | Sowjetunion    | Leonid Bartenew Boris Tokarew Juri Konowalow Wladimir Sucharew    | 39,8 s000                   | 39,93 s                   |
| 3   | Deutschland    | Lothar Knörzer Leonhard Pohl Heinz Fütterer Manfred Germar        | 40,3 s000                   | 40,34 s                   |
| 4   | Italien        | Franco Galbiati Giovanni Ghiselli Luigi Gnocchi Vincenzo Lombardo | 40,3 s000                   | 40,43 s                   |
| 5   | Großbritannien | Kenneth Box Roy Sandstrom David Segal Brian Shenton               | 40,6 s000                   | 40,74 s                   |
| 6   | Polen          | Marian Foik Janusz Jarzembowski Edward Szmidt Zenon Baranowski    | 40,6 s000                   | 40,75 s                   |

Finale: 1. Dezember

### 4 × 400 m Staffel
| Pl. | Land           | Athleten                                                                                      | Offiz. hand- gestoppte Zeit | Inoffiz. elek- tron. Zeit |
| --- | -------------- | --------------------------------------------------------------------------------------------- | --------------------------- | ------------------------- |
| 1   | USA            | Lou Jones Jesse Mashburn Charles Jenkins Tom Courtney                                         | 3:04,8 min                  | 3:04,81 min               |
| 2   | Australien     | Leon Gregory David Lean (Finale) Graham Gipson Kevan Gosper im Vorlauf außerdem: John Goodman | 3:06,2 min                  | 3:06,19 min               |
| 3   | Großbritannien | John Salisbury Michael Wheeler Peter Higgins Derek Johnson                                    | 3:07,2 min                  | 3:07,19 min               |
| 4   | Deutschland    | Jürgen Kühl Walter Oberste Manfred Poerschke Karl-Friedrich Haas                              | 3:08,2 min                  | 3:08,27 min               |
| 5   | Kanada         | Laird Sloan Douglas Clement Murray Cockburn Terry Tobacco                                     | 3:10,2 min                  | 3:10,33 min               |
| DSQ | Jamaika        | Keith Gardner George Kerr Malcolm Spence Melville Spence                                      |                             |                           |

Finale: 1. Dezember

### 20 km Gehen
| Platz | Athlet          | Land | Zeit (h)   |
| ----- | --------------- | ---- | ---------- |
| 1     | Leonid Spirin   | URS  | 1:31:28 OR |
| 2     | Antanas Mikėnas | URS  | 1:32:03000 |
| 3     | Bruno Junk      | URS  | 1:32:12000 |
| 4     | John Ljunggren  | SWE  | 1:32:24000 |
| 5     | Stan Vickers    | GBR  | 1:32:35000 |
| 6     | Donald Keane    | AUS  | 1:33:52000 |
| 7     | George Coleman  | GBR  | 1:34:02000 |
| 8     | Roland Hardy    | GBR  | 1:34:41000 |

Datum: 28. November

### 50 km Gehen

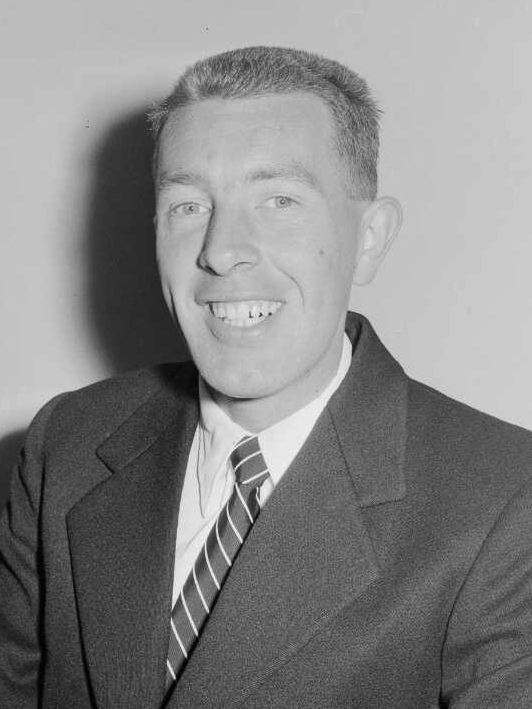
Olympiasieger Norman Read

| Platz | Athlet             | Land | Zeit (h) |
| ----- | ------------------ | ---- | -------- |
| 1     | Norman Read        | NZL  | 4:30:43  |
| 2     | Jewgeni Maskinskow | URS  | 4:32:57  |
| 3     | John Ljunggren     | SWE  | 4:35:02  |
| 4     | Abdon Pamich       | ITA  | 4:39:00  |
| 5     | Antal Róka         | HUN  | 4:50:09  |
| 6     | Ray Smith          | AUS  | 4:56:08  |
| 7     | Adolf Weinacker    | USA  | 5:00:16  |
| 8     | Albert Johnson     | GBR  | 5:02:19  |

Datum: 24. November

### Hochsprung
| Platz | Athlet           | Land | Höhe (m) |
| ----- | ---------------- | ---- | -------- |
| 1     | Charles Dumas    | USA  | 2,12 OR  |
| 2     | Chilla Porter    | AUS  | 2,10000  |
| 3     | Igor Kaschkarow  | URS  | 2,08000  |
| 4     | Stig Pettersson  | SWE  | 2,06000  |
| 5     | Ken Money        | CAN  | 2,03000  |
| 6     | Wolodymyr Sitkin | URS  | 2,00000  |
| 7     | Phil Reavis      | USA  | 2,00000  |
| 7     | Colin Ridgeway   | AUS  | 2,00000  |

Finale: 23. November

### Stabhochsprung
| Platz | Athlet             | Land | Höhe (m) |
| ----- | ------------------ | ---- | -------- |
| 1     | Bob Richards       | USA  | 4,56 OR  |
| 2     | Bob Gutowski       | USA  | 4,53000  |
| 3     | Georgios Roumbanis | GRE  | 4,50000  |
| 4     | George Mattos      | USA  | 4,35000  |
| 5     | Ragnar Lundberg    | SWE  | 4,25000  |
| 6     | Zenon Ważny        | POL  | 4,25000  |
| 7     | Eeles Landström    | FIN  | 4,25000  |
| 8     | Manfred Preußger   | EUA  | 4,25000  |

Finale: 26. November

### Weitsprung

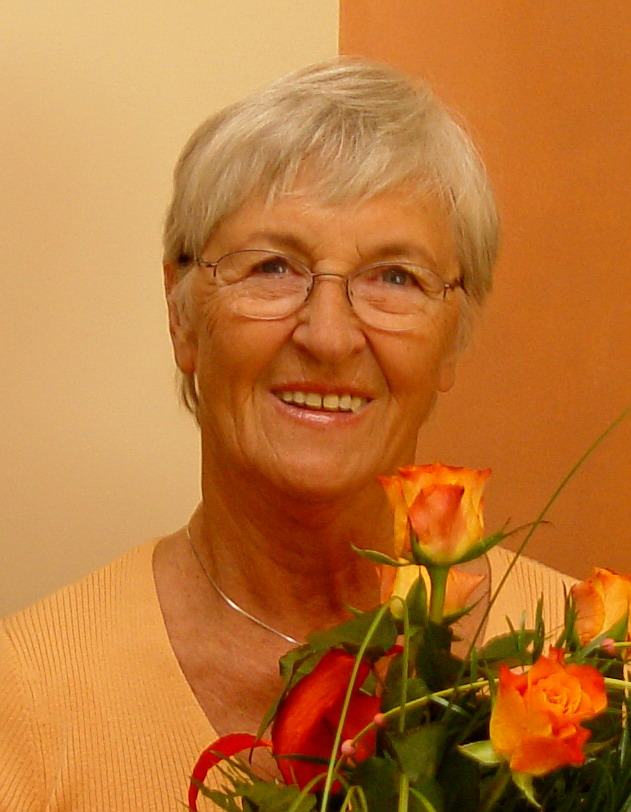
Olympiasiegerin Elżbieta Krzesińska (hier im Jahr 2008) egalisierte ihren eigenen Weltrekord

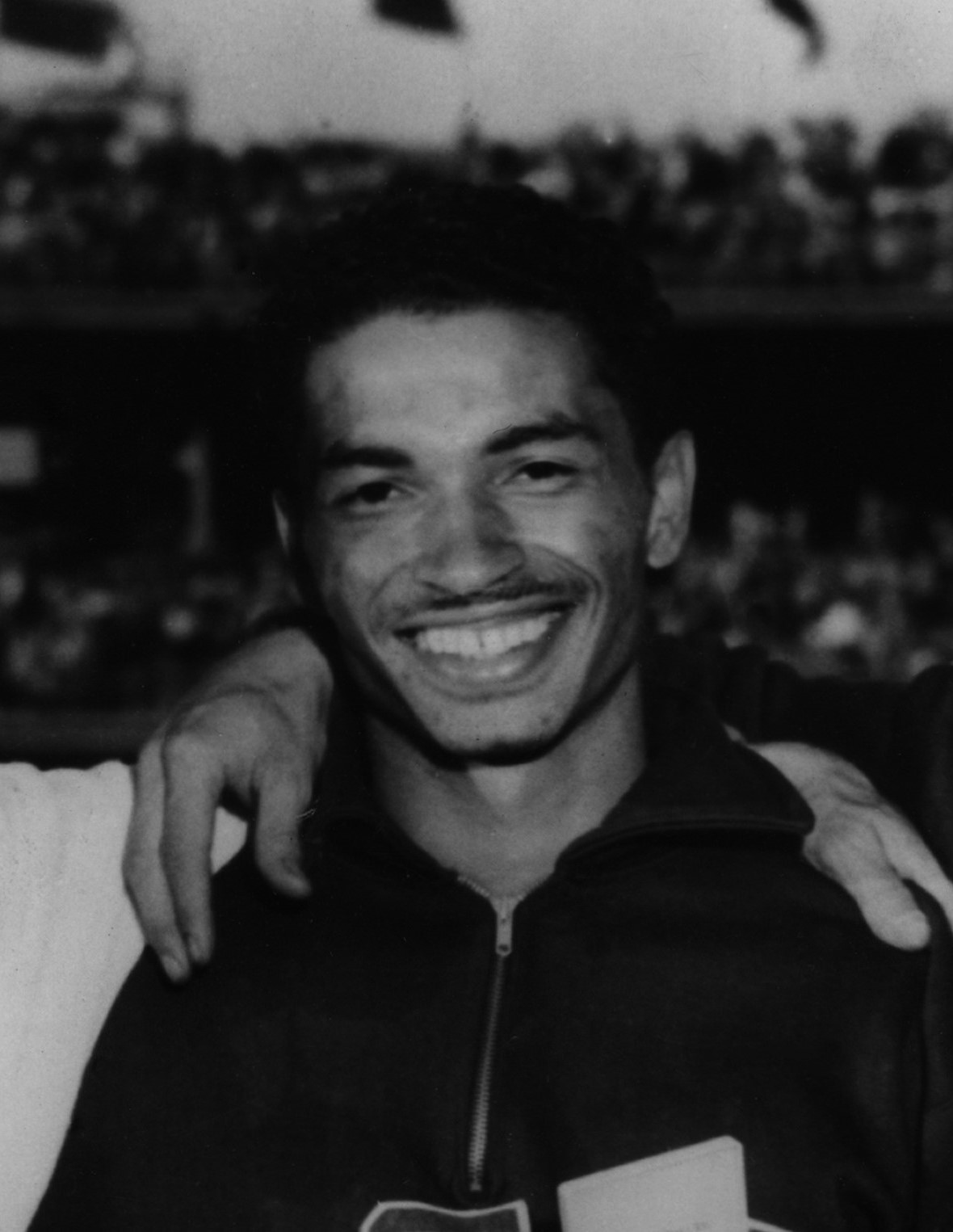
Greg Bell gewann die Goldmedaille mit 7,83 m – eine angesichts der widrigen Bedingungen sehr gute Weite

| Platz | Athlet                 | Land | Weite (m) |
| ----- | ---------------------- | ---- | --------- |
| 1     | Greg Bell              | USA  | 7,83      |
| 2     | John Bennett           | USA  | 7,68      |
| 3     | Jorma Valkama          | FIN  | 7,48      |
| 4     | Dmytro Bondarenko      | URS  | 7,44      |
| 5     | Karim Olowu            | NGR  | 7,36      |
| 6     | Kazimierz Kropidłowski | POL  | 7,30      |
| 7     | Neville Price          | RSA  | 7,28      |
| 8     | Oleg Fjodossejew       | URS  | 7,27      |

Finale: 24. November

### Dreisprung

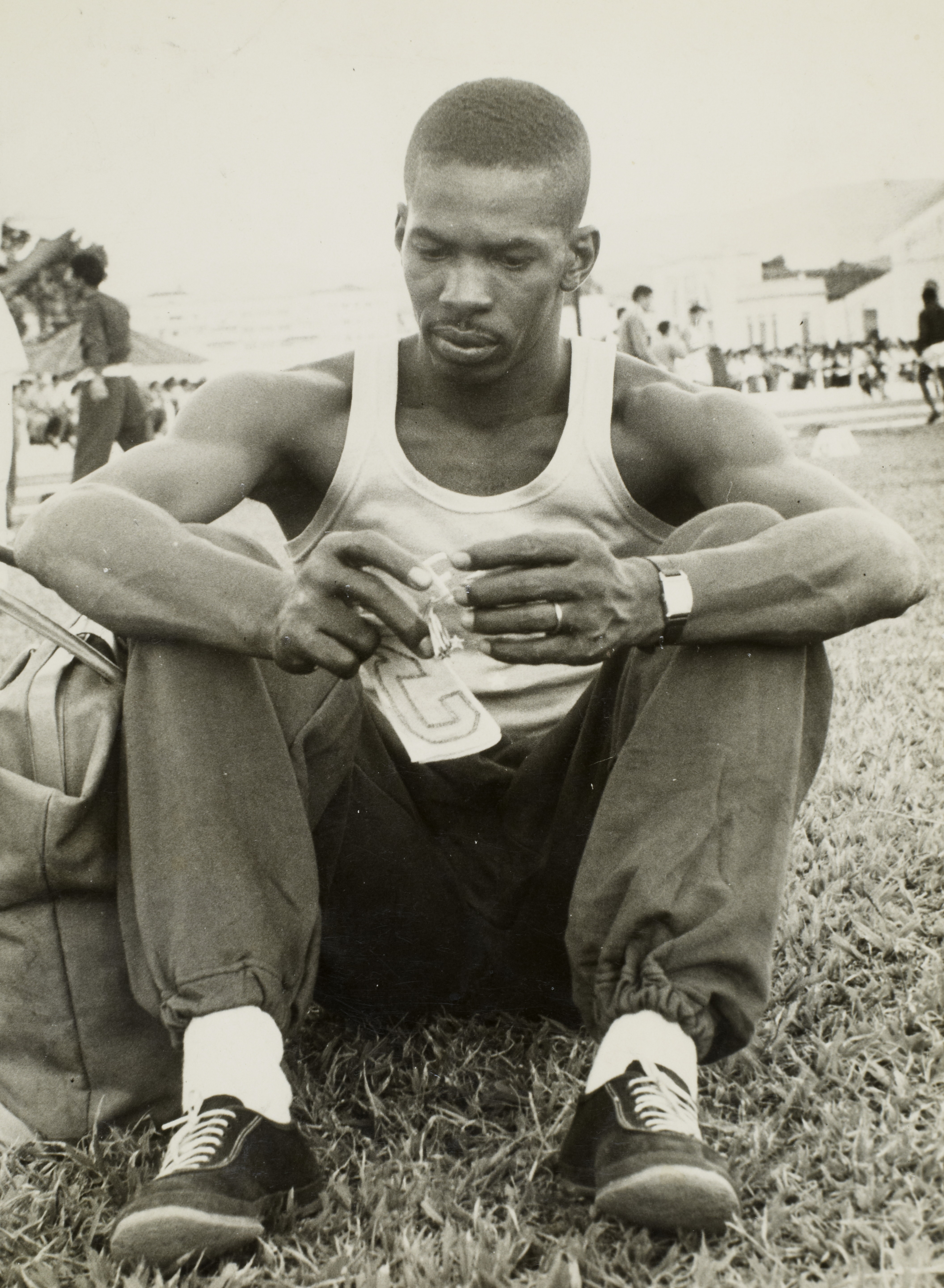
Adhemar da Silva – zum zweiten Mal Olympiasieger mit Olympiarekord im vierten Durchgang

| Platz | Athlet                | Land | Weite (m) |
| ----- | --------------------- | ---- | --------- |
| 1     | Adhemar da Silva      | BRA  | 16,35 OR  |
| 2     | Vilhjálmur Einarsson  | ISL  | 16,26000  |
| 3     | Witold Krejer         | URS  | 16,02000  |
| 4     | Bill Sharpe           | USA  | 15,88000  |
| 5     | Martin Řehák          | TCH  | 15,85000  |
| 6     | Leonid Schtscherbakow | URS  | 15,80000  |
| 7     | Kōji Sakurai          | JPN  | 15,73000  |
| 8     | Teruji Kogake         | JPN  | 15,64000  |

Finale: 27. November

### Kugelstoßen
| Platz | Athlet              | Land | Weite (m) |
| ----- | ------------------- | ---- | --------- |
| 1     | Parry O’Brien       | USA  | 18,57 OR  |
| 2     | Bill Nieder         | USA  | 18,18000  |
| 3     | Jíři Skobla         | TCH  | 17,65000  |
| 4     | Ken Bantum          | USA  | 17,48000  |
| 5     | Boris Beljajew      | URS  | 16,96000  |
| 6     | Erik Uddebom        | SWE  | 16,65000  |
| 7     | Karl-Heinz Wegmann  | EUA  | 16,63000  |
| 8     | Georgios Tsakanikas | GRE  | 16,56000  |

Finale: 28. November

### Diskuswurf

Olympiasiegerin Olga Fikotová (Foto aus dem Jahr 1960)

| Platz | Athlet           | Land | Weite (m) |
| ----- | ---------------- | ---- | --------- |
| 1     | Al Oerter        | USA  | 56,36 OR  |
| 2     | Fortune Gordien  | USA  | 54,81000  |
| 3     | Des Koch         | USA  | 54,40000  |
| 4     | Mark Pharaoh     | GBR  | 54,27000  |
| 5     | Oto Grigalka     | URS  | 52,37000  |
| 6     | Adolfo Consolini | ITA  | 52,21000  |
| 7     | Ferenc Klics     | HUN  | 51,82000  |
| 8     | Dako Radošević   | YUG  | 51,69000  |

Finale: 27. November

### Hammerwurf

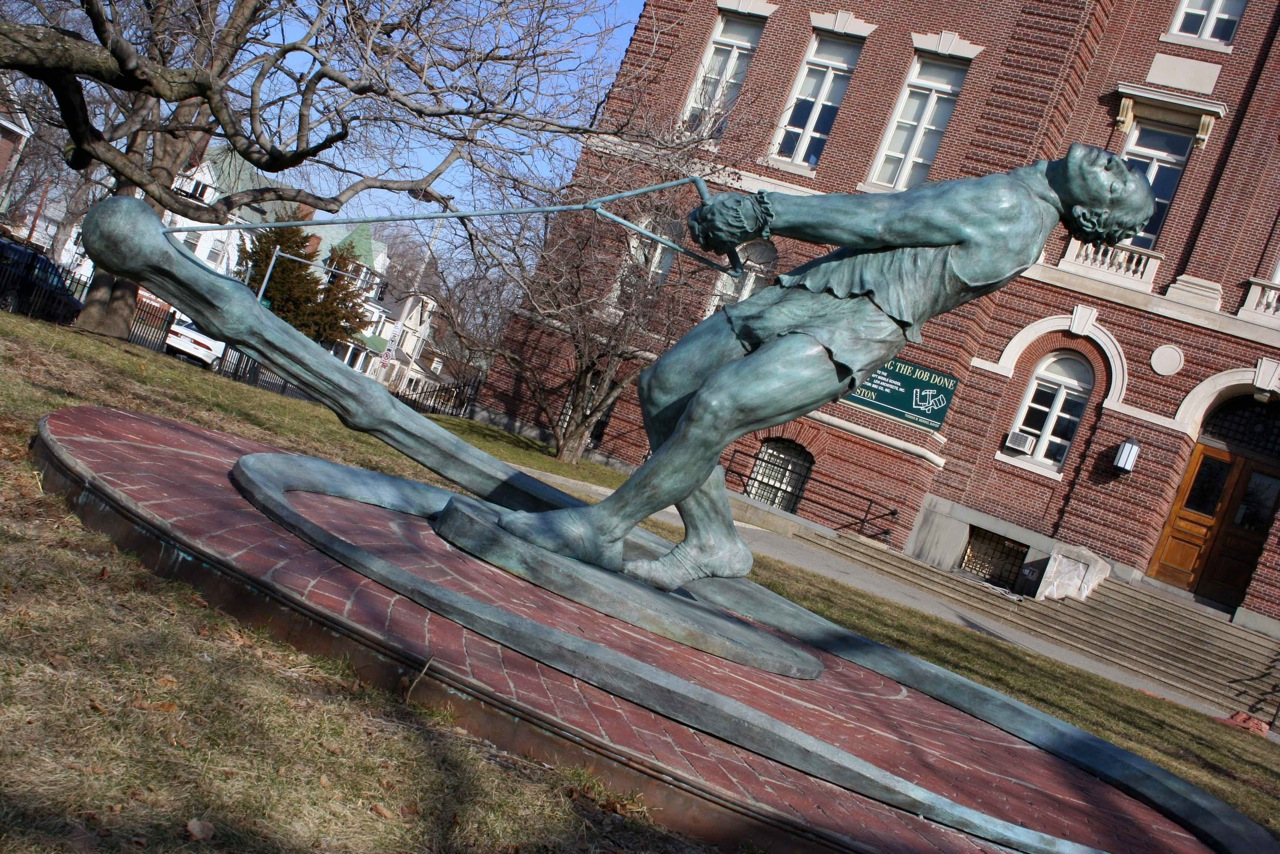
Für den Olympiasieger Hal Connolly wurde in Brighton (Boston), Massachusetts eine Statue errichtet

| Platz | Athlet              | Land | Weite (m) |
| ----- | ------------------- | ---- | --------- |
| 1     | Hal Connolly        | USA  | 63,19 OR  |
| 2     | Michail Kriwonossow | URS  | 63,03000  |
| 3     | Anatoli Samozwetow  | URS  | 62,56000  |
| 4     | Albert Hall         | USA  | 61,96000  |
| 5     | József Csermák      | HUN  | 60,70000  |
| 6     | Krešimir Račić      | YUG  | 60,36000  |
| 7     | Dmytro Jehorow      | URS  | 60,22000  |
| 8     | Sverre Strandli     | NOR  | 59,21000  |

Finale: 24. November

### Speerwurf

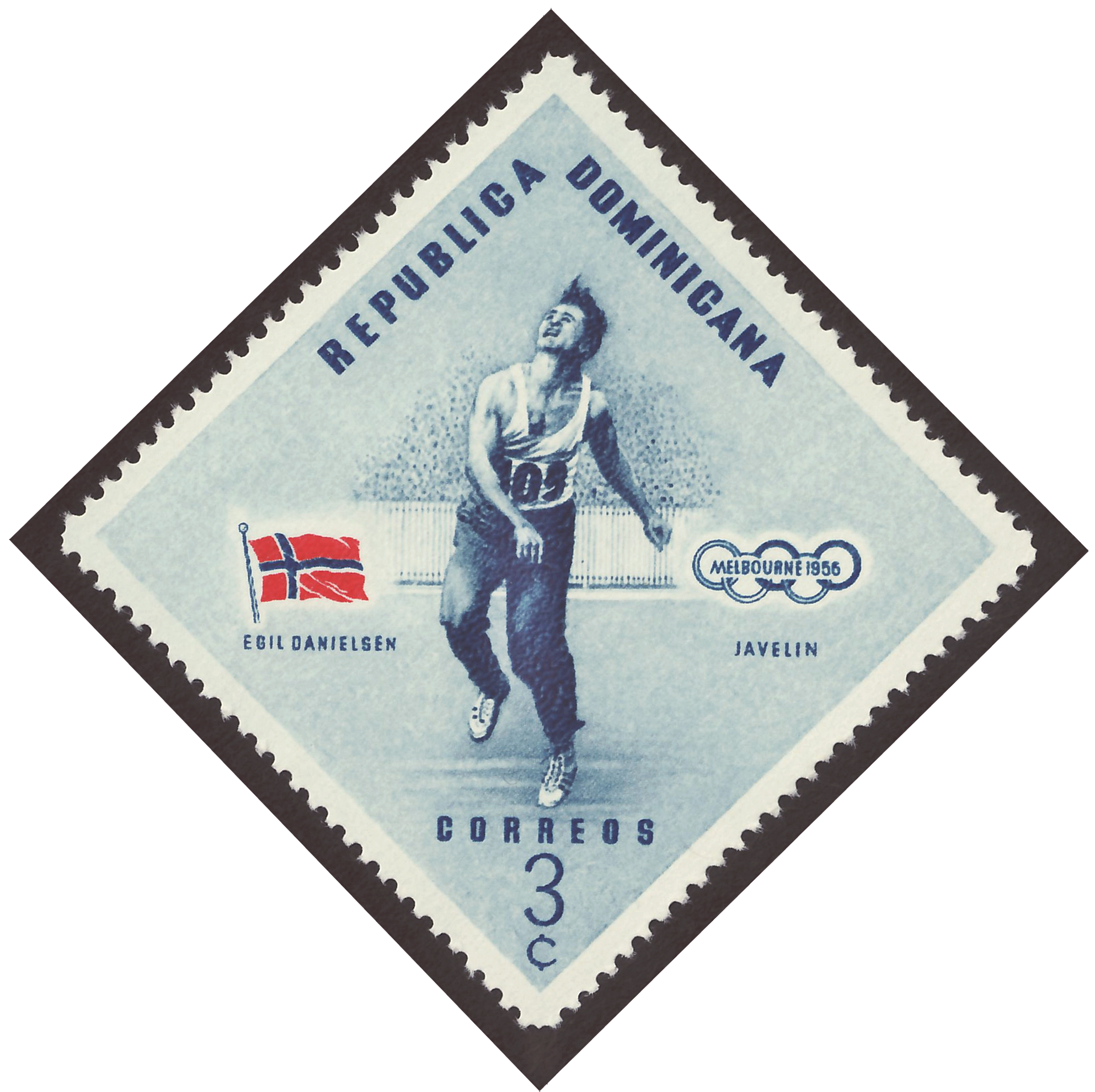
Olympiasieger mit Weltrekord: Egil Danielsen (hier auf einer Briefmarke der Dominikanischen Republik)

Dreimal verbesserte Olympiasiegerin Inese Jaunzeme den Olympiarekord

| Platz | Athlet              | Land | Weite (m) |
| ----- | ------------------- | ---- | --------- |
| 1     | Egil Danielsen      | NOR  | 85,71 WR  |
| 2     | Janusz Sidło        | POL  | 79,98000  |
| 3     | Wiktor Zybulenko    | URS  | 79,50000  |
| 4     | Herbert Koschel     | EUA  | 74,68000  |
| 5     | Jan Kopyto          | POL  | 74,28000  |
| 6     | Giovanni Lievore    | ITA  | 72,88000  |
| 7     | Michel Macquet      | FRA  | 71,84000  |
| 8     | Alexander Gorschkow | URS  | 70,32000  |

Finale: 26. November

### Zehnkampf
| Platz | Athlet             | Land | P – offiz. Wert. | P – 85er Wert. |
| ----- | ------------------ | ---- | ---------------- | -------------- |
| 1     | Milt Campbell      | USA  | 7937 OR          | 7565           |
| 2     | Rafer Johnson      | USA  | 7587000          | 7422           |
| 3     | Wassili Kusnezow   | URS  | 7465000          | 7330           |
| 4     | Uno Palu           | URS  | 6930000          | 7028           |
| 5     | Martin Lauer       | EUA  | 6853000          | 6910           |
| 6     | Walter Meier       | EUA  | 6773000          | 6910           |
| 7     | Torbjörn Lassenius | FIN  | 6565000          | 6782           |
| 8     | Yang Chuan-Kwang   | TWN  | 6521000          | 6695           |

Datum: 29./30. November

## Resultate Frauen

### 100 m
| Platz | Athletin         | Land | Offiz. hand- gestoppte Zeit | Inoffiz. elek- tron. Zeit |
| ----- | ---------------- | ---- | --------------------------- | ------------------------- |
| 1     | Betty Cuthbert   | AUS  | 11,5 s                      | 11,82 s                   |
| 2     | Christa Stubnick | EUA  | 11,7 s                      | 11,92 s                   |
| 3     | Marlene Mathews  | AUS  | 11,7 s                      | 11,94 s                   |
| 4     | Isabelle Daniels | USA  | 11,8 s                      | 11,98 s                   |
| 5     | Giuseppina Leone | ITA  | 11,9 s                      | 12,07 s                   |
| 6     | Heather Armitage | GBR  | 12,0 s                      | 12,10 s                   |

Finale: 26. November
Wind: −2,3 m/s

### 200 m
| Platz | Athletin          | Land | Offiz. hand- gestoppte Zeit | Inoffiz. elek- tron. Zeit |
| ----- | ----------------- | ---- | --------------------------- | ------------------------- |
| 1     | Betty Cuthbert    | AUS  | 23,4 s ORe                  | 23,55 s                   |
| 2     | Christa Stubnick  | EUA  | 23,7 s0000                  | 23,89 s                   |
| 3     | Marlene Mathews   | AUS  | 23,8 s0000                  | 24,10 s                   |
| 4     | Norma Croker      | AUS  | 24,0 s0000                  | 24,22 s                   |
| 5     | June Paul         | GBR  | 24,3 s0000                  | 24,30 s                   |
| 6     | Gisela Birkemeyer | EUA  | 24,3 s0000                  | 24,68 s                   |

Finale: 30. November

### 80 m Hürden

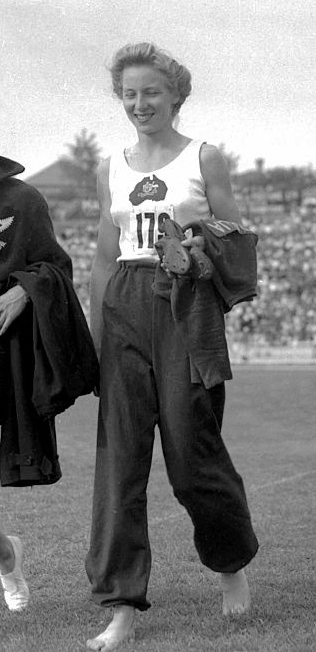
Shirley de la Hunty wiederholte ihren Olympiasieg von 1952 und errang drei Tage später auch Gold mit der 4-mal-100-Meter-Staffel

| Platz | Athletin              | Land | Offiz. hand- gestoppte Zeit | Inoffiz. elek- tron. Zeit |
| ----- | --------------------- | ---- | --------------------------- | ------------------------- |
| 1     | Shirley de la Hunty   | AUS  | 10,7 s OR                   | 10,96 s                   |
| 2     | Gisela Birkemeyer     | EUA  | 10,9 s000                   | 11,12 s                   |
| 3     | Norma Thrower         | AUS  | 11,0 s000                   | 11,25 s                   |
| 4     | Galina Bystrowa       | URS  | 11,0 s000                   | 11,25 s                   |
| 5     | Marija Golubnitschaja | URS  | 11,3 s000                   | 11,50 s                   |
| 6     | Gloria Cooke          | AUS  | 11,4 s000                   | 11,60 s                   |

Finale: 28. November
Wind: −1,3 m/s

### 4 × 100 m Staffel
| Pl. | Land           | Athletinnen                                                  | Offiz. hand- gestoppte Zeit | Inoffiz. elek- tron. Zeit |
| --- | -------------- | ------------------------------------------------------------ | --------------------------- | ------------------------- |
| 1   | Australien     | Shirley de la Hunty Norma Croker Fleur Mellor Betty Cuthbert | 44,5 s WR                   | 44,65 s                   |
| 2   | Großbritannien | Anne Pashley Jean Scrivens June Foulds Heather Armitage      | 44,7 s000                   | 44,70 s                   |
| 3   | USA            | Mae Faggs Margaret Matthews Wilma Rudolph Isabelle Daniels   | 44,9 s000                   | 45,04 s                   |
| 4   | Sowjetunion    | Wera Krepkina Galina Restschikowa Marija Itkina Irina Turowa | 45,6 s000                   | 45,81 s                   |
| 5   | Italien        | Letizia Bertoni Milena Greppi Giuseppina Leone Maria Musso   | 45,7 s000                   | 45,90 s                   |
| 6   | Deutschland    | Maria Sander Christa Stubnick Gisela Birkemeyer Bärbel Mayer | 47,2 s000                   | 47,29 s                   |

Finale: 1. Dezember

### Hochsprung
| Platz | Athletin          | Land | Höhe (m) |
| ----- | ----------------- | ---- | -------- |
| 1     | Mildred McDaniel  | USA  | 1,76 WR  |
| 2     | Marija Pissarewa  | URS  | 1,67000  |
| 2     | Thelma Hopkins    | GBR  | 1,67000  |
| 4     | Gunhild Larking   | SWE  | 1,67000  |
| 5     | Iolanda Balaș     | ROM  | 1,67000  |
| 6     | Michele Mason     | AUS  | 1,67000  |
| 7     | Mary Donaghy      | NZL  | 1,67000  |
| 8     | Hermina Geyser    | RSA  | 1,64000  |
| 8     | Jiřina Vobořilová | TCH  | 1,64000  |
|       | …                 |      |          |
| 18    | Inge Kilian       | EUA  | 1,55000  |

Finale: 1. Dezember

### Weitsprung
| Platz | Athletin               | Land | Weite (m) |
| ----- | ---------------------- | ---- | --------- |
| 1     | Elżbieta Krzesińska    | POL  | 6,35 WRe  |
| 2     | Willye White           | USA  | 6,090000  |
| 3     | Nadeschda Dwalischwili | URS  | 6,070000  |
| 4     | Erika Fisch            | EUA  | 5,890000  |
| 5     | Marthe Lambert         | FRA  | 5,880000  |
| 6     | Walentina Schaprunowa  | URS  | 5,850000  |
| 7     | Beverly Weigel         | NZL  | 5,850000  |
| 8     | Nancy Borwick          | AUS  | 5,820000  |
|       | …                      |      |           |
| 10    | Helga Hoffmann         | EUA  | 5,730000  |

Finale: 27. November

### Kugelstoßen
| Platz | Athletin             | Land | Weite (m) |
| ----- | -------------------- | ---- | --------- |
| 1     | Tamara Tyschkewitsch | URS  | 16,59 OR  |
| 2     | Galina Sybina        | URS  | 16,53000  |
| 3     | Marianne Werner      | EUA  | 15,61000  |
| 4     | Sinaida Doinikowa    | URS  | 15,54000  |
| 5     | Valerie Sloper       | NZL  | 15,34000  |
| 6     | Earlene Brown        | USA  | 15,12000  |
| 7     | Regina Branner       | AUT  | 14,60000  |
| 8     | Nada Kotlušek        | YUG  | 14,56000  |

Finale: 30. November

### Diskuswurf
| Platz | Athletin          | Land | Weite (m) |
| ----- | ----------------- | ---- | --------- |
| 1     | Olga Fikotová     | TCH  | 53,69 OR  |
| 2     | Irina Begljakowa  | URS  | 52,54000  |
| 3     | Nina Ponomarjowa  | URS  | 52,02000  |
| 4     | Earlene Brown     | USA  | 51,35000  |
| 5     | Albina Jelkina    | URS  | 48,20000  |
| 6     | Isabel Avellán    | ARG  | 46,73000  |
| 7     | Jiřina Vobořilová | TCH  | 45,84000  |
| 8     | Štěpánka Mertová  | TCH  | 45,78000  |
|       | …                 |      |           |
| 10    | Marianne Werner   | EUA  | 43,34000  |

Finale: 23. November

### Speerwurf
| Platz | Athletin            | Land | Weite (m) |
| ----- | ------------------- | ---- | --------- |
| 1     | Inese Jaunzeme      | URS  | 53,86 OR  |
| 2     | Marlene Ahrens      | CHI  | 50,38000  |
| 3     | Nadeschda Konjajewa | URS  | 50,28000  |
| 4     | Dana Zátopková      | TCH  | 49,83000  |
| 5     | Ingrid Almqvist     | SWE  | 49,74000  |
| 6     | Urszula Figwer      | POL  | 48,16000  |
| 7     | Erzsébet Vígh       | HUN  | 48,07000  |
| 8     | Karen Anderson      | USA  | 48,00000  |

Finale: 28. November

## Video
- Melbourne 1956 Olympic Games – Official Olympic Film / Olympic History, youtube.com, abgerufen am 1. Oktober 2017